# Spock's Beard
Pour leur album, voir Spock's Beard (album).
Spock's Beard est un groupe de rock progressif américain, originaire de Los Angeles, en Californie. Il est formé par les frères Neal et Alan Morse. Neal jouait aux claviers et était chanteur avant de quitter le groupe afin de poursuivre une carrière solo en 2002. Alan joue de la guitare électrique. Le duo s'associe avec Nick D'Virgilio (batterie) et Dave Meros (basse) et font paraître leur premier album, The Light, en 1995. Le quatuor est par la suite rejoint par le claviériste Ryo Okumoto. Neal Morse quitte le groupe en 2002, et D'Virgilio endosse le rôle de chanteur avant son départ en 2011.

## Biographie

### Période Neal Morse (1992–2002)
Alan et Neal Morse forment Spock's Beard au printemps 1992 à Los Angeles. Ils grandissent ensemble dans une famille de trois enfants. L'aîné, Richard, devient également musicien professionnel. Les deux frères commencent en automne à enregistrer leurs premières démos avec deux morceaux intitulés The Light et Go The Way You Go. Ils sont ensuite rejoints par le batteur Nick D'Virgilio et le bassiste Dave Meros. Le groupe enregistre son premier album studio, The Light en 1994. L'album comprend quatre longs morceaux dans la tradition du rock progressif : The Light (15 minutes), Go The Way You Go (12 minutes), The Water (23 minutes) et On the Edge (6 minutes). 
L'album, sorti en 1995, est chaleureusement accueilli par les fans de rock progressif. Mike Portnoy, le batteur de Dream Theater, le considère comme le meilleur album de l'année, à cette période. Aymeric Leroy, critique au magazine Big Bang Mag, regrette toutefois certains accents « rock FM » et la trop grande présence du chant de Neal Morse dans les compositions. Le groupe enregistre ensuite Beware of Darkness (1996) ; l'album est marqué par l'arrivée de Ryo Okumoto aux claviers. La prédominance du chant y est moins grande. Le troisième album, The Kindness of Strangers (1998), mêle des épopées progressives (The Good Don't Last, Harm's Way, Flow) et des morceaux résolument pop (June). La sortie de l'album est suivie de la première tournée européenne. 
Day for Night (1999), le quatrième album, prend un visage plus pop. Dans le magazine Big Bang Mag, Laurent Métayer déplore son manque d'ambition et compare cet album à la période Trevor Rabin de Yes au début des années 1980. Parallèlement, Neal Morse, pourtant le principal compositeur du groupe, sort un album solo intitulé Neal Morse. L'année suivante, le leader du groupe participe à Transatlantic, un projet parallèle prestigieux avec le guitariste Roine Stolt (The Flower Kings), le bassiste Pete Trewavas (Marillion) et le batteur Mike Portnoy (Dream Theater).
Le cinquième album, V (2000), comprend à la fois des morceaux extrêmement ambitieux comme The Great Nothing, une longue suite de 27 minutes et des morceaux plus commerciaux comme Revelation. Avec Snow (2002), Spock's Beard sort son album-concept. L'histoire retrace le parcours d'un albinos perdu dans un New York cauchemardesque.

### Période Nick D'Virgilio (2002–2011)
Après cet album, Neal Morse, le leader et principal compositeur de Spock's Beard, quitte le groupe pour continuer une carrière solo. Les autres membres du groupe décident de continuer l'aventure et Nick D'Virgilio devient le nouveau chanteur du groupe. En tournée, il est remplacé à la batterie par Jimmy Keegan. Feel Euphoria est le premier album après le départ de Neal Morse. Pour la première fois, il est le fruit d'un vrai travail de composition en groupe. Le groupe poursuit en 2005 avec Octane. 
En 2005, le groupe sort Gluttons for Punishement, son premier album live depuis le départ de Neal Morse. Avec l'album suivant, intitulé Spock's Beard (2006), le groupe retrouve certains accents progressifs absents des deux précédents albums sur certains morceaux comme On a Perfect Day tout en conservant un côté « hard FM » avec des titres comme Is This Love. En 2007, Alan Morse sort son premier album solo intitulé Four O'Clock And Hysteria. 
Le 23 juillet 2009, le groupe annonce que la majorité du contenu du nouvel album a été écrit et que leur dixième album sera produit indépendamment d'un label. Adoptant une approche similaire au groupe Marillion, Spock's Beard décide de pré-commander des exemplaires avant d'entrer en studio, afin de supporter les coûts d'enregistrement. L'album paraît en mai 2010 en édition limitée de 5 000 exemplaires à ceux ayant pré-commandé l'album, la sortie officielle se faisant plus tard.

### Période Ted Leonard (depuis 2011)
Le 18 novembre 2011, Nick D'Virgilio annonce son départ du groupe pour des raisons personnelles, il rejoindra à temps plein le groupe Big Big Train. Le 21 novembre 2011 est annoncé sur le site officiel du groupe que Ted Leonard et Jimmy Keegan seront le nouveau chanteur et le batteur du groupe, respectivement. Le onzième album du groupe, comme le précédent, est financé par les donations des fans. Il sort en 2013 et s'intitule Brief Nocturnes and Dreamless Sleep. Plus de dix ans après avoir quitté le groupe, l'ancien leader Neal Morse participe à l'écriture de deux titres sur cet album, sans toutefois réintégrer le groupe.

## Membres

### Membres actuels
- Dave Meros - guitare basse, chant, claviers (depuis 1992)
- Alan Morse - guitare, chant (depuis 1992)
- Ryo Okumoto - claviers, chant (depuis 1996)
- Ted Leonard - chant, guitare (depuis 2011 ; membre live : 2011)

### Anciens membres
- Jimmy Keegan - batterie, chant (2011-2016 ; membre live : 2002-2011)
- Nick D'Virgilio - batterie, chant et chœur, guitare, clavier (1992–2011), membre live (depuis 2016)
- Neal Morse - chant, synthétiseurs, guitare acoustique, claviers (1992–2002)

## Discographie

### Albums studio
- 1995 : The Light
- 1996 : Beware of Darkness
- 1998 : The Kindness of Strangers
- 1999 : Day for Night
- 2000 : V
- 2002 : Snow
- 2003 : Feel Euphoria
- 2005 : Octane
- 2006 : Spock's Beard
- 2010 : Spock's Beard X
- 2013 : Brief Nocturnes and Dreamless Sleep
- 2015 : The Oblivion particle
- 2018 : Noise Floor

### Albums live et démos
- 1998 : From the Vault
- 1999 : Live at the Whisky and Nearfest
- 2000 : Don't Try this Home
- 2001 : There and Here
- 2005 : Gluttons for Punishment
- 2008 : Live
- 2012 : The X Tour - Live